# Кшиве (Люблінське воєводство)
Кшиве (пол. Krzywe) — село в Польщі, у гміні Лопенник-Гурний Красноставського повіту Люблінського воєводства.
Населення — 284 особи (2011).
У 1975-1998 роках село належало до Холмського воєводства.

## Демографія
Демографічна структура станом на 31 березня 2011 року:
|          | Загалом | Допрацездатний вік | Працездатний вік | Постпрацездатний вік |
| -------- | ------- | ------------------ | ---------------- | -------------------- |
| Чоловіки | 139     | 25                 | 85               | 29                   |
| Жінки    | 145     | 23                 | 74               | 48                   |
| Разом    | 284     | 48                 | 159              | 77                   |